# 28841 Kelseybarter
28841 Kelseybarter è un asteroide della fascia principale. Scoperto nel 2000, presenta un'orbita caratterizzata da un semiasse maggiore pari a 2,6797295 UA e da un'eccentricità di 0,1527585, inclinata di 0,63306° rispetto all'eclittica.